# Amplinus nitidus
Amplinus nitidus är en mångfotingart som först beskrevs av Kraus 1959.  Amplinus nitidus ingår i släktet Amplinus och familjen Aphelidesmidae. Inga underarter finns listade i Catalogue of Life.